# Wapen van Sinoutskerke en Baarsdorp

Wapen van Sinoutskerke en Baarsdorp

Het wapen van Baarsdorp is het heerlijkheidwapen van Baarsdorp en werd op 31 juli 1817 bevestigd door de Hoge Raad van Adel voor de in 1816 opgeheven Zeeuwse gemeente Sinoutskerke en Baarsdorp. Sinoutskerke en Baarsdorp was toen opgegaan in de gemeente 's-Heer Abtskerke. Na opheffing van die laatste gemeente in 1970 maakt Sinoutskerke en Baarsdorp nu deel uit van gemeente Borsele.

## Blazoenering
De blazoenering van het wapen luidde als volgt:
In sabel een dwarsbalk van zilver, over alles heen een schuinkruis van keel.
De heraldische kleuren zijn sabel (zwart), zilver (wit) en keel (rood). In het register van de Hoge Raad van Adel zelf wordt geen beschrijving gegeven, maar een afbeelding.

## Verklaring
De heerlijkheid Baarsdorp werd reeds vermeld in 1271 en was tot in de loop van de 15e eeuw in handen van een tak van de familie Van Borssele. Zij woonde in een kasteel te Baarsdorp en noemden zich vervolgens Van Baersdorp. Deze familie voerde toen al een wapen met dwarsbalk en het Andreaskruis. Later werd het wapen ook het heerlijkheidswapen van de heerlijkheid Baarsdorp In de Nieuwe Cronijk van Zeeland van Smallegange eind 17e eeuw werd het wapen vermeld.

## Verwante wapens
De volgende wapens zijn eveneens afgeleid van het familiewapen van de familie van Borssele:

Het huidige wapen van de gemeente Borsele per 1970
Het wapen van de oude gemeente Borssele 1817-1970
Het wapen van de heerlijkheid Brigdamme
Het wapen van Ellewoutsdijk
Het wapen van Tholen (in de schildzoom)
Het wapen van Veere (als hartschild)
Het wapen van Westbroek

Aagtekerke
· Aardenburg
· Arnemuiden
· Axel
· Baarland
· Bath
· Biervliet
· Biggekerke
· Bloois
· Bommenede
· Borssele
· Boschkapelle
· Botland
· Breskens
· Brigdamme
· Brijdorpe
· Brouwershaven
· Bruinisse
· Burgh
· Buttinge
· Cadzand
· Clinge
· Colijnsplaat
· Domburg
· Dreischor
· Driewegen
· Duiveland
· Duivendijke
· Elkerzee
· Ellemeet
· Ellewoutsdijk
· Eversdijk
· Gapinge
· Graauw en Langendam
· 's-Gravenpolder
· Grijpskerke
· Groede
· Haamstede
· 's-Heer Abtskerke
· 's-Heer Arendskerke
· 's-Heer Hendrikskinderen
· 's-Heerenhoek
· Heille
· Heinkenszand
· Hengstdijk
· Hoedekenskerke
· Hoek
· Hontenisse
· Hoofdplaat
· Hoogelande
· IJzendijke
· Kapelle
· Kats
· Kattendijke
· Kerkwerve
· Klaaskinderkerke
· Kleverskerke
· Kloetinge
· Koewacht
· Kortgene
· Koudekerke
· Krabbendijke
· Kruiningen
· Looperskapelle
· Maire
· Mariekerke
· Meliskerke
· Middenschouwen
· Nieuw- en Sint Joosland
· Nieuwerkerk
· Nieuwerkerke
· Nieuwlande
· Nieuwvliet
· Nisse
· Noordgouwe
· Noordwelle
· Oostburg
· Oosterland
· Oostkapelle
· Oost-Souburg
· Oost- en West-Souburg
· Ossenisse
· Oud-Vossemeer
· Oudelande
· Ouwerkerk
· Overslag
· Ovezande
· Philippine
· Poortvliet
· Renesse
· Rengerskerke en Zuidland
· Retranchement
· Rilland
· Rilland-Bath
· Ritthem
· Sas van Gent
· Scherpenisse
· Schoondijke
· Schore
· Serooskerke (Schouwen-Duiveland)
· Serooskerke (Veere)
· Sinoutskerke en Baarsdorp
· Sint Anna ter Muiden
· Sint-Annaland
· Sint Jansteen
· Sint Kruis
· Sint Laurens
· Sint-Maartensdijk
· Sint Philipsland
· Sirjansland
· Sluis
· Sluis-Aardenburg
· Stavenisse
· Stoppeldijk
· Valkenisse (Walcheren)
· Valkenisse (Zuid-Beveland)
· Vogelwaarde
· Vrouwenpolder
· Waarde
· Waterlandkerkje
· Wemeldinge
· West-Souburg
· Westdorpe
· Westenschouwen
· Westerschouwen
· Westkapelle
· Westkapelle-Buiten en Sirpoppekerke
· Westkerke
· Wissekerke
· Wissenkerke
· Wolphaartsdijk
· Yerseke
· Zaamslag
· Zierikzee
· Zonnemaire
· Zoutelande
· Zuiddorpe
· Zuidzande
· Zwake

Dorpswapens: Geersdijk
· Hansweert
· Kamperland